# Mpumalanga
Le Mpumalanga (anciennement appelée Eastern Transvaal de mai 1994 à août 1995) est une province d'Afrique du Sud constituée en 1994 dans la région orientale de l'ancienne province du Transvaal. Son nom signifie « « lieu où se lève le soleil » en xhosa, zoulou, swati et ndébélé.
En 2016, la province est peuplée de 4,3 millions d'habitants.

## Histoire

### Avant 1994
Le Mpumalanga possède un riche héritage archéologique. Les sites, terrasses et routes bordés de murs en pierre des Koni parsèment le paysage, construits par une société agropastorale qui habitait là entre 1500 et 1830 environ,.

### Après 1994
En 1994, les quatre provinces d'Afrique du Sud sont redécoupées en neuf provinces.
La province historique du Transvaal elle-même est divisée en quatre nouvelles provinces dont le Transvaal de l'Est (Eastern Transvaal), qui devient le Mpumalanga le 26 août 1995 quand elle est rebaptisée par les autorités provinciales dominées par le Congrès national africain (ANC).
Nelspruit est la capitale provinciale du Mpumalanga.
Elle intègre également sur son territoire plusieurs anciens bantoustans créés sous le régime d'apartheid.

## Politique
En 1994, les premières élections provinciales dans l’Est-du-Transvaal donnèrent une majorité écrasante à l'ANC, confirmée en 1999 et 2004. Lors des élections municipales de 2006, l'ANC remporte 80,6 % des voix des habitants du Mpumalanga et la majorité dans les 17 municipalités locales et les trois districts de la province.
Les partis d’opposition sont représentés par l'Alliance démocratique, le Front de la liberté et les Combattants pour la liberté économique.
Depuis la création de la province, l’ANC a toujours été au pouvoir tant au niveau provincial que dans plusieurs municipalités.
| Identité                            | Période       | Période         | Durée                      | Étiquette                 |
| Identité                            | Début         | Fin             | Durée                      | Étiquette                 |
| ----------------------------------- | ------------- | --------------- | -------------------------- | ------------------------- |
| Mathews Phosa (né en 1952)          | 7 mai 1994    | 15 juin 1999    | 5 ans, 1 mois et 8 jours   | Congrès national africain |
| Ndaweni Mahlangu                    | 15 juin 1999  | 30 avril 2004   | 4 ans, 10 mois et 15 jours | Congrès national africain |
| Thabang Makwetla (en) (né en 1957)  | 21 avril 2004 | 10 mai 2009     | 5 ans et 19 jours          | Congrès national africain |
| David Dabede Mabuza (né en 1960)    | 6 mai 2009    | 26 février 2018 | 8 ans, 9 mois et 20 jours  | Congrès national africain |
| Refilwe Mtsweni (en), (née en 1973) | 20 mars 2018  | En cours        | 7 ans, 1 mois et 6 jours   | Congrès national africain |

| Parti | Parti                                  | Voix      | %     | Sièges |
| ----- | -------------------------------------- | --------- | ----- | ------ |
|       | Congrès national africain              | 858 589   | 70,58 | 22     |
|       | Combattants pour la liberté économique | 155 573   | 12,79 | 4      |
|       | Alliance démocratique                  | 118 915   | 9,77  | 3      |
|       | Front de la liberté                    | 29 512    | 2,43  | 1      |
|       | Autres                                 | 53 933    | 4,43  | 0      |
| Total | Total                                  | 1 216 522 | 100   | 30     |

| Année | ANC | BRA (en) | COPE | DP/DA | EFF | FF/FF+ | NP/NNP | UDM |
| ----- | --- | -------- | ---- | ----- | --- | ------ | ------ | --- |
| 1994  | 25  | —        | —    | 0     | —   | 2      | 3      | 0   |
| 1999  | 26  | —        | —    | 1     | —   | 1      | 1      | 1   |
| 2004  | 27  | —        | —    | 2     | —   | 1      | 0      | 0   |
| 2009  | 27  | —        | 1    | 2     | —   | 0      | —      | 0   |
| 2014  | 24  | 1        | 0    | 3     | 2   | 0      | —      | 0   |
| 2019  | 22  | 0        | 0    | 3     | 4   | 1      | —      | 0   |

## Démographie
Par groupe ethniques en 2011 :
- Noirs : 90,65 %
- Blancs : 7,51 %
- Coloureds : 0,91 %
- Asiatiques et Indiens : 0,68 %
- autres : 0,24 %

Par langue maternelle en 2011 :
- swati : 27,67 %
- zoulou : 24,14 %
- tsonga : 10,42 %
- ndébélé du nord et ndébélé du sud : 10,10 %
- sepedi : 9,31 %
- afrikaans : 7,24 %
- sesotho : 3,47 %
- anglais : 3,12 %
- tswana : 1,79 %
- xhosa : 1,23 %
- autres : 0,99 %
- venda : 0,3 %
- langue des signes : 0,22 %

## Économie

### Industrie minière
Auguste Roberts y découvre de l'or en 1883 ; des mines d'or en 2006 sont toujours en activité proches de la ville de Barberton. Dans le highveld, du côté de Witbank, l'industrie minière du charbon dégrade gravement la qualité de l'air et des menaces pèsent également sur la lowveld au sud du parc Kruger.

### Tourisme
La province abrite quelques joyaux touristiques d'Afrique du Sud, au premier rang desquels le Parc national Kruger (du nom de l'ancien président du Transvaal), refuge de toute la faune du pays et un des plus grands parcs du monde.
On y trouve également la Route du Panorama, le Blyde River Canyon, le village pittoresque de Pilgrim's Rest ainsi qu'une multitude de chutes d'eau (Lisbon Falls, Mac-Mac Falls) et de paysages typiques des hauts plateaux (God's Window).
À l'instar de la province du Limpopo, les autorités provinciales envisagent d'africaniser ou réorthographier plus de 2 500 noms de villes (Nelspruit, Lydenburg...) et lieux divers (fleuves, rues, montagnes...).

## Galerie

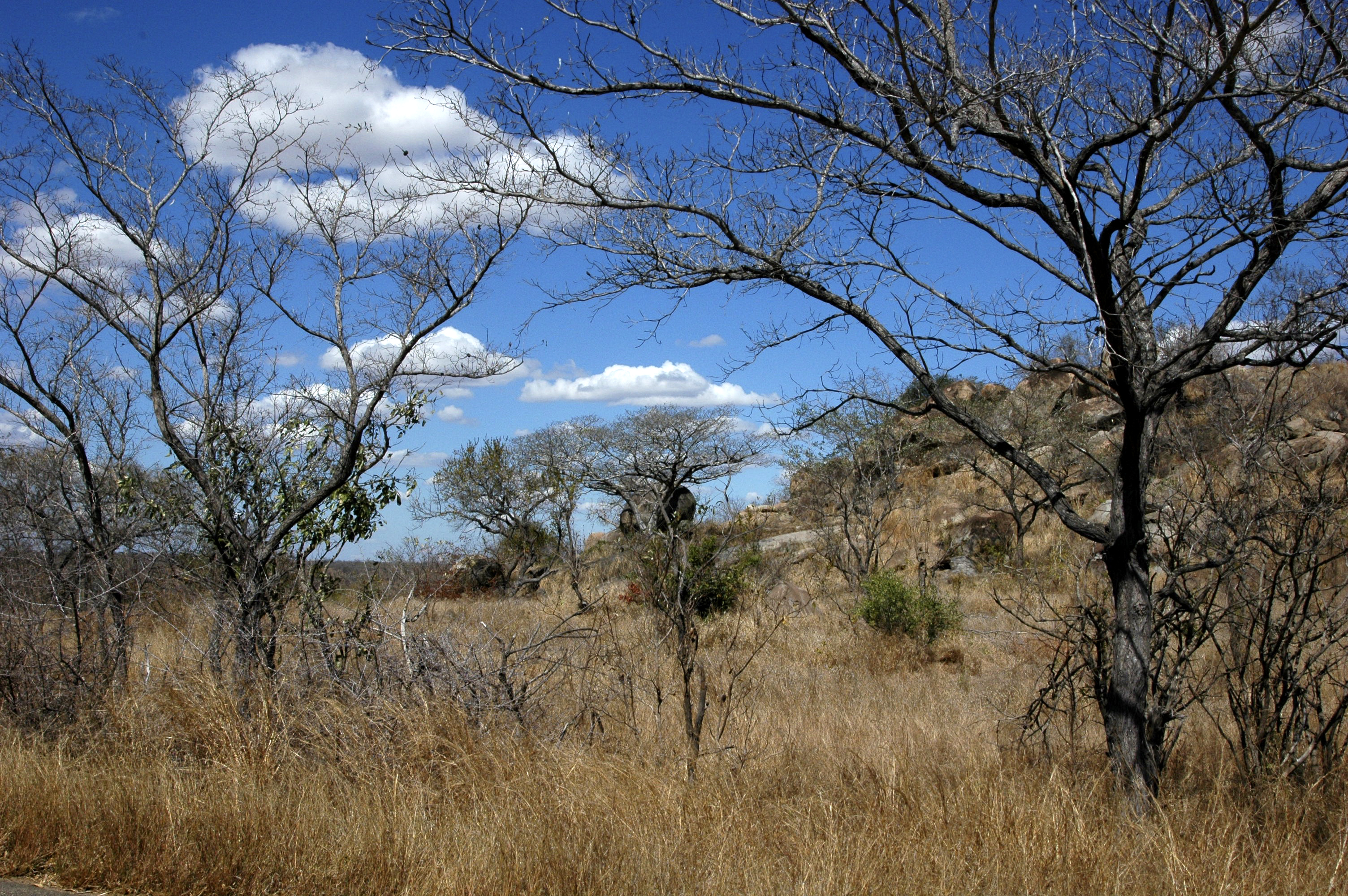
Parc Kruger.
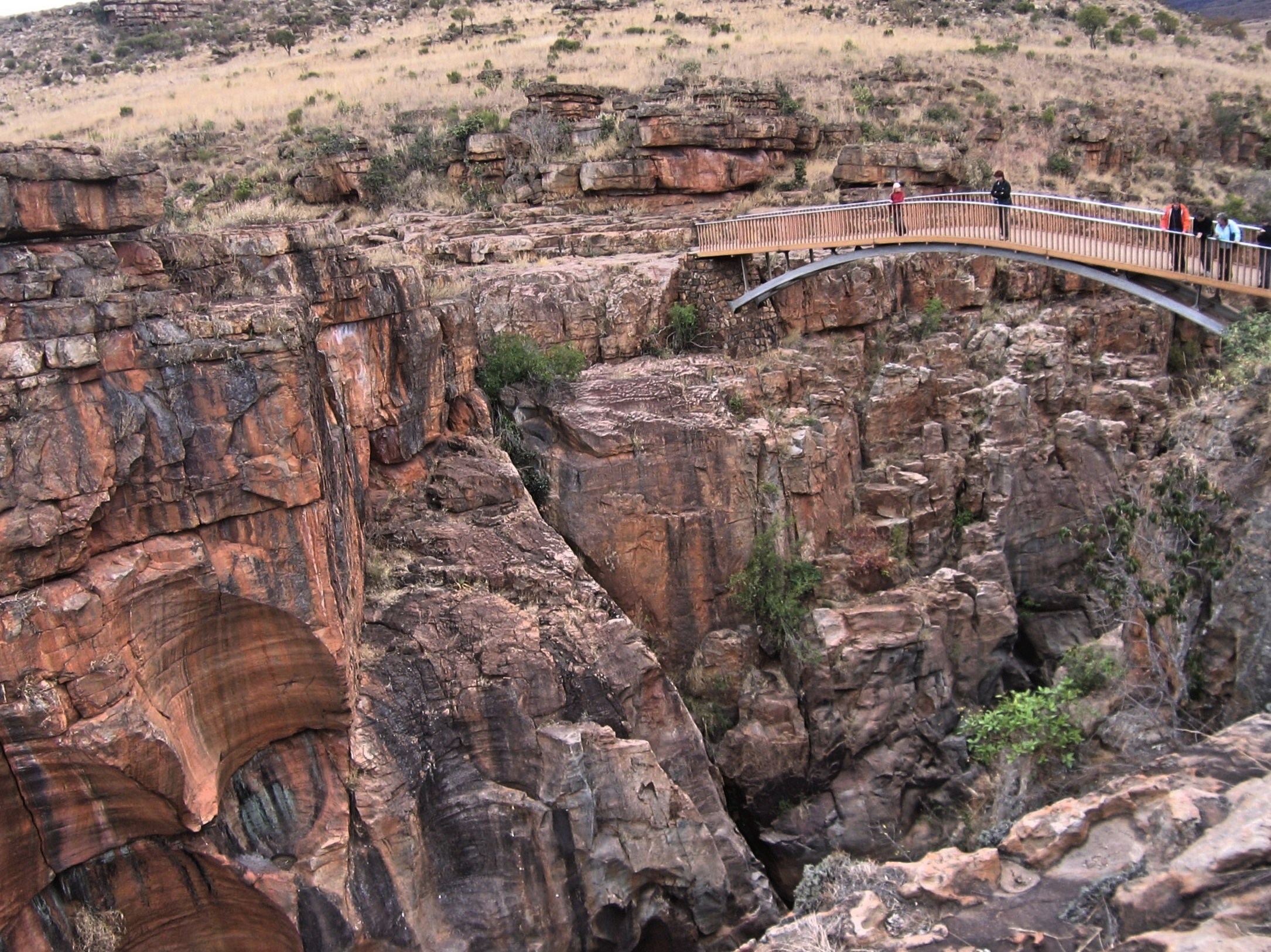
Bourke's Luck Potholes.
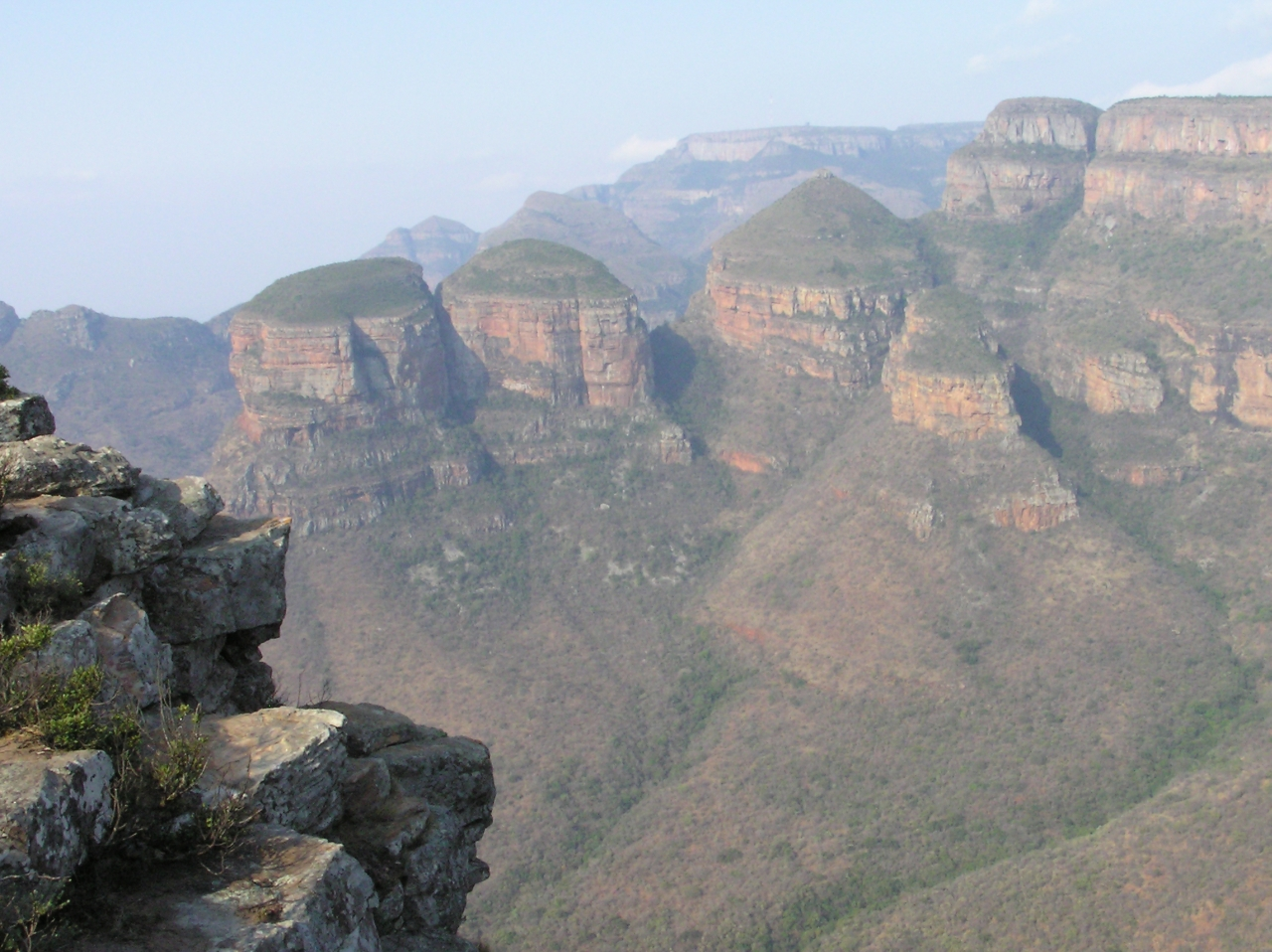
Three Rondavels du Blyde River Canyon.
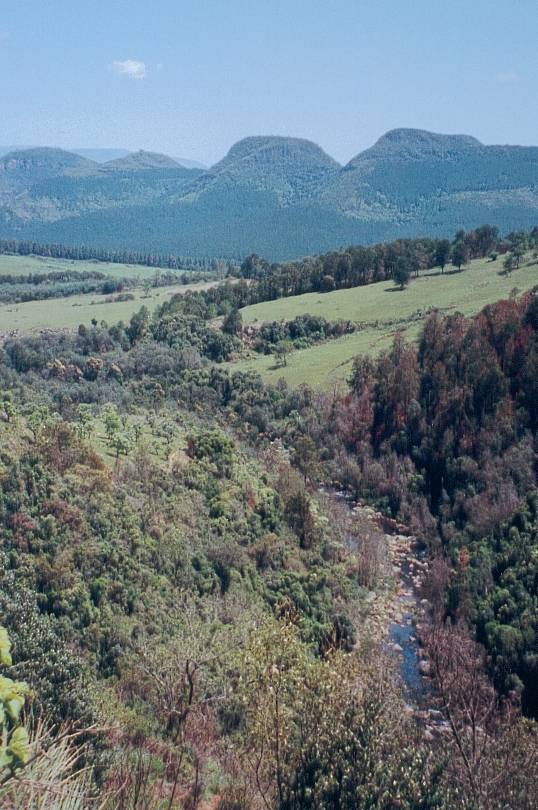
Escarpement.
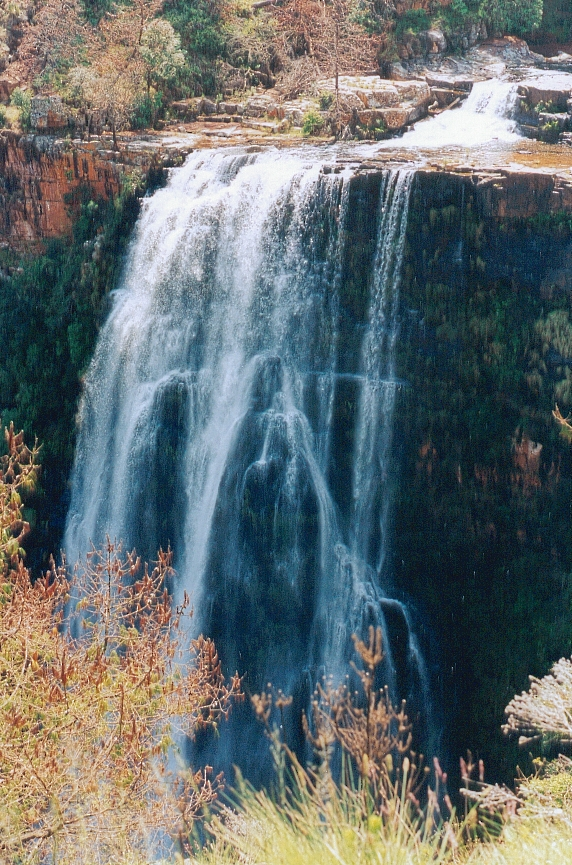
Lisbon Falls.
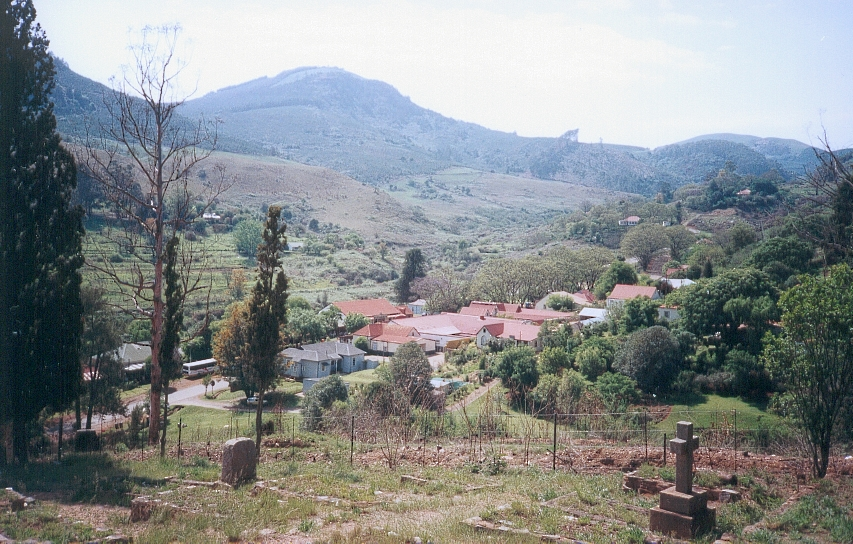
Pilgrim's Rest.

## Localités du Mpumalanga

### Région de l'Escarpement
- Belfast
- Dullstroom
- Graskop
- Lydenburg
- Machadodorp
- Pilgrim's Rest
- Sabie
- Waterval Boven
- Waterval Onder

### Région des plaines
- Amersfoort
- Amsterdam
- Badplaas
- Breyten
- Carolina
- Chrissiesmeer
- Ermelo
- Morgenzon
- Perdekop
- Piet Retief
- Volksrust
- Wakkerstroom

### Région du haut veld
- Balfour
- Bethal
- Delmas
- Graskop
- Greylingstad
- Groblersdal
- Kinross
- KwaMhlanga
- Loopspruit
- Marble Hall
- Middelburg
- Secunda
- Standerton
- Trichardt
- Witbank

### Région du bas veld
- Barberton
- Hazyview
- Hectorspruit
- Kaapmuiden
- Komatipoort
- Malelane
- Marloth Park
- Nelspruit
- Skukuza
- White River